# Памятник героям Октябрьской революции и гражданской войны
Памятник героям Октябрьской революции и гражданской войны — монументальная скульптура, установленная в Уфе.

## История
Памятник был установлен 29 апреля 1975 года в сквере между улицами Мингажева, 8 Марта и 50-летия Октября.
На пьедестале установлена группа из трёх фигур. В центре скульптурной группы расположена фигура рабочего-кузнеца, который замахнулся винтовкой над головой, как молотом. Справа от кузнеца фигура красноармейца, слева от кузнеца — крестьянин-конник. В композицию включена и фигура пожилого бойца, опирающегося на колено, зажимая одной рукой раненое сердце, а другой держа оружие. Три фигуры — рабочего, красноармейца и крестьянина — защищают его собой и рвутся вперед.
Памятник выполнен из бронзы, имеет общую высоту — 12 м, высоту фигур — 9 м. Вес памятника составляет 95 тонн.
Авторы памятника: скульптор Кузнецов Л. В., архитектор Семенов А. В., инженер-конструктор Коткин А.
Работа над созданием памятника велась в течение девяти лет. Скульптора Кузнецова Л. В. в 1978 г. удостоили звания лауреата Республиканской премии имени Салавата Юлаева.
Народное название памятника — «Без пяти семь». Это было связано с тем, что напротив скульптуры одно время находился продуктовый магазин, закрывавшийся в 19.00, и фигуры напоминали покупателей, которые из последних сил рвутся в магазин.